# 河合幹雄
河合 幹雄（かわい みきお、1960年1月20日 - 2023年11月26日）は、日本の法学者（法社会学）。
桐蔭横浜大学副学長・教授、一橋大学大学院法学研究科非常勤講師、法務省刑事施設視察委員会委員長、警察大学校教官。日本法社会学会理事、河合隼雄財団評議員、AV人権倫理機構理事を歴任。

## 来歴・人物
1960年に生まれる。奈良県立奈良高等学校を経て、1982年に京都大学理学部生物系を卒業。卒業後、京都大学文学部で社会学聴講生として学び、1986年京都大学大学院法学研究科修士課程修了。1991年京都大学大学院法学研究科法社会学専攻博士後期課程中退。1992年から96年までパリ第10大学法学博士論文準備生への留学の経験もある。
1988年フランス国立科学研究センター比較法研究所 (IRJC) 助手。京都大学法学部助手等を経て、1993年から桐蔭学園横浜大学法学部法律学科専任講師。1997年桐蔭横浜大学法学部法律学科専任講師、98年助教授、2004年教授、12年法学部長、16年桐蔭横浜大学副学長。また1997年から一橋大学大学院法学研究科・法学部で長く非常勤講師を務める。
スイスのチューリッヒやフランスのパリなど欧州各地での滞在経験も豊富。早稲田大学法学部兼任講師、法務省矯正局における「矯正処遇に関する政策研究会」の委員、日本法社会学会の理事、日本被害者学会理事、日本犯罪社会学会常任理事、横浜市奨学生選考委員、警察庁警察大学校特別捜査幹部研修所教官、法務省刑事施設視察委員会委員長、公益財団法人全国篤志面接委員連盟評議員、公益財団法人矯正協会業務執行役員候補者審議委員会委員、一般社団法人モバイルコンテンツ審査・運用監視機構基準策定委員会委員、一般財団法人河合隼雄財団評議員、特定非営利活動法人知的財産振興協会AV業界改革推進有識者委員会委員等も歴任。
2023年11月26日、器質性肺炎のため死去。63歳没。

## 活動
法社会学の視点から「社会統制と法」や「個人主義と法」をテーマとして研究及び執筆活動を続けている。フランスへの留学経験及び滞在経験もあることから、フランスの法制度や犯罪情勢にも通暁している。
2004年に岩波書店から刊行された『安全神話崩壊のパラドックス～治安の法社会学～』で、犯罪白書などのデータに基づいて、日本での「治安の悪化」や「犯罪の急激な増加」の誤りを指摘して反響を呼んだ。同書の中で、戦後日本の高水準の治安維持のメカニズムや個人主義化が進む現代日本において必要とされる犯罪対策についても指摘している（同様な指摘は、法学者の浜井浩一も行っている）。その上で、ガーディアンエンジェルスを筆頭にNPOなどのセミフォーマルな犯罪統制について言及しているものの、その主張には小宮信夫らが唱道する環境犯罪学と通底している箇所も多い。同書は2005年に日本法社会学会の第6回奨励賞を受賞した。

## 家系
父は日本におけるユング心理学の紹介者としても知られる河合隼雄（元文化庁長官）、実兄は心理学者の河合俊雄、伯父は霊長類の研究で知られる河合雅雄。

## 著書

### 単著
- 『安全神話崩壊のパラドックス―治安の法社会学』（岩波書店、2004年8月）ISBN 9784000220231
- 『日本の殺人』（ちくま新書、2009年6月) ISBN 9784480064882
- 『終身刑の死角』（洋泉社新書、2009年）

### 共著
- 辰野文理・杉原弘泰・紀藤正樹・中山善房 『刑事裁判を見る目に確かさを』（成文堂、2005年2月）ISBN 9784792391317

### 共編著
- 井上達夫『体制改革としての司法改革―日本型意思決定システムの構造転換と司法の役割』（信山社出版、2001年5月）

### 訳書
- アントワーヌ・ガラポン『司法が活躍する民主主義―司法介入の急増とフランス国家のゆくえ』（勁草書房、2002年2月）ISBN 9784326402045